# Kondelwald
Der Kondelwald, auch Kondel genannt, in den rheinland-pfälzischen Landkreisen Bernkastel-Wittlich und Cochem-Zell ist ein etwa 2.500 Hektar großer und maximal 477,5 m ü. NHN hoher Teil der zur Osteifel gehörenden Moseleifel. Er gehörte früher zum Kröver Reich.

## Geographie

### Lage

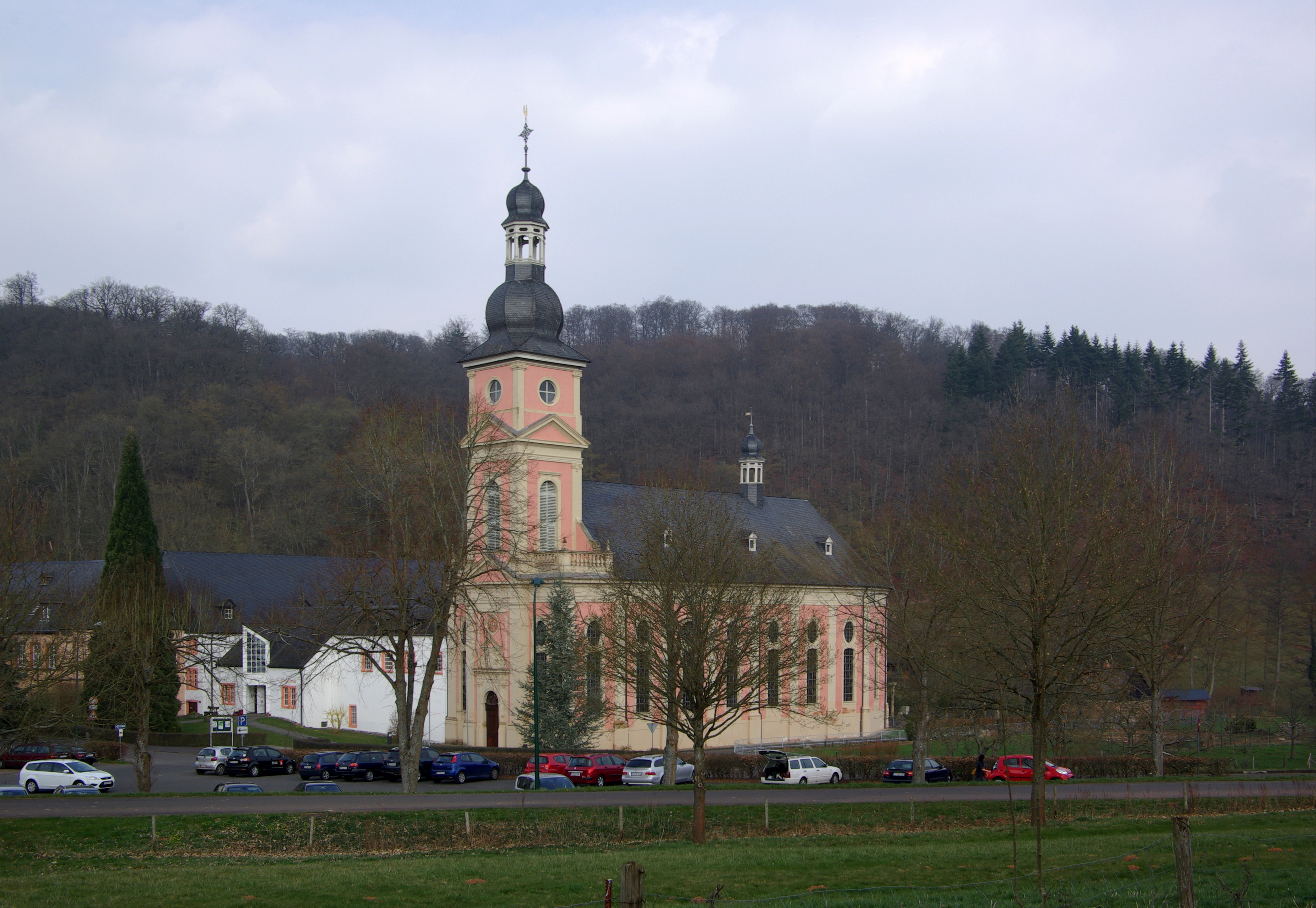
Kloster Springiersbach

Der Kondelwald befindet sich ostnordöstlich von Wittlich zwischen der Ortsgemeinde Bengel am Mosel-Zufluss Alf im Süden und Bad Bertrich am Alf-Zufluss Üßbach im Norden. Seine höchste Erhebung liegt zwischen Bengel und dem Hontheimer Ortsteil Bonsbeuren etwa 750 m (Luftlinie) westlich der nahe der Verbindungsstraße Bengel–Bonsbeuren (Kreisstraßen 35 und 9) stehenden Jagdhütte Waidmannsheil am Reudelheck; nahe dieser Stelle steht ein 77 m hoher Sendeturm (⊙). Beim südlich gelegenen Bengel liegt das Kloster Springiersbach.

### Naturräumliche Zuordnung
Im Handbuch der naturräumlichen Gliederung Deutschlands bildet der Kondelwald in der Haupteinheitengruppe 27 Osteifel und in der Haupteinheit 270 Moseleifel die Untereinheit 270.2.